# Jardines de Powell

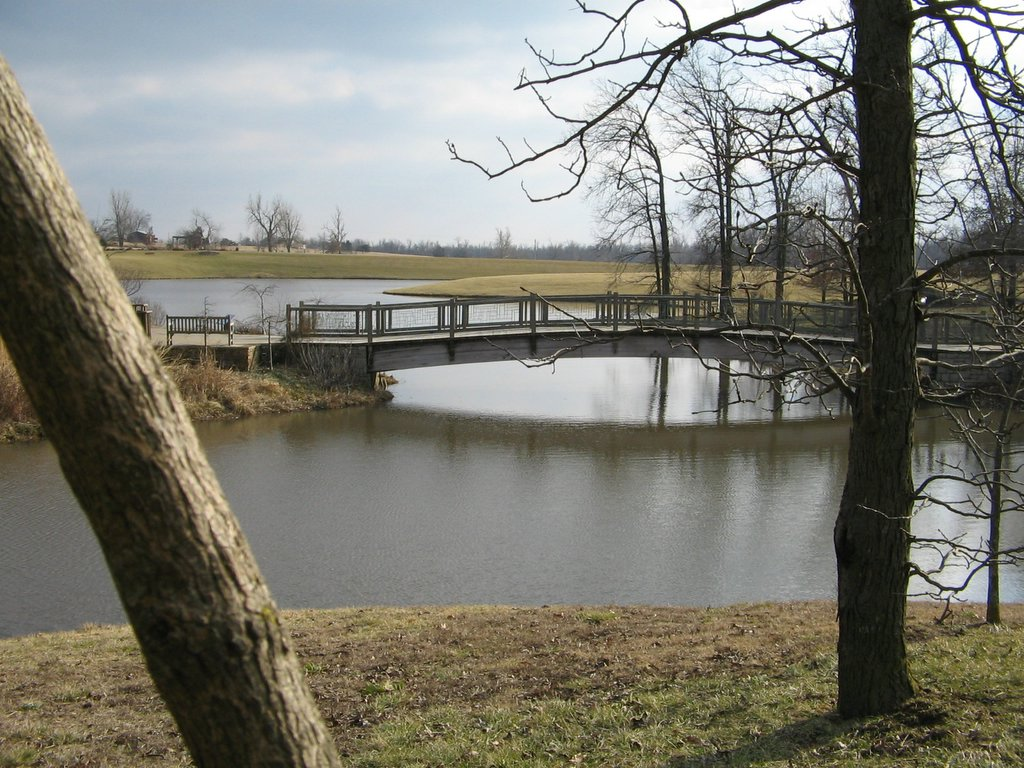
Un puente en Powell Gardens.

Los Jardines de Powell ( en inglés : Powell Gardens) es un jardín botánico y arboreto de 915 acres (3,7 km²) de extensión que se encuentra en Kingsville, EE. UU.

## Localización
A unas 38 millas al este de Kansas City.
Powell Gardens, Kingsville, Estados Unidos.38°52′17.04″N 94°2′27.6″O / 38.8714000, -94.041000
Está abierto al público pagando una tarifa de entrada en las horas de luz del día.

## Historia
La historia de "Powell Gardens" comienza en 1948, cuando George E. Powell, senior., un importante hombre de negocios de Kansas City, adquirió los terrenos de lo que ahora son los jardines de Powell. Powell había aprendido de primera mano sobre la vida a veces áspera e imprevisible del cultivo de la tierra, durante su niñez en la granja de la familia. En 1917, se fue para realizar una actividad mercantil en Kansas City. Junto con su hijo George Powell Jr. y otros socios, en 1952 asumieron el control en propiedad de las líneas amarillas de tránsito de carga, ahora transporte amarillo. A través de su acertada gestión del negocio, el Sr. Powell nunca perdió interés en las tierras de Misuri. Junto con su familia y amigos disfrutaron de muchos fines de semana en el condado de Johnson, Misuri. 
En 1969, en consonancia con su filosofía de su administración, el Sr. Powell donó 640 acres (2,6 km²) al "Kansas City Area Council of the Boy Scouts of America" (Consejo del área de Kansas City de los muchachos exploradores de América), que la utilizaron como campo regional hasta 1984. En 1984, con la Facultd de Agricultura de la Universidad de Misuri como catalizador y socio, la "Powell Family Foundation " (fundación de la familia Powell) comenzó a desarrollar una entidad hortícola y de recursos naturales llamada "Powell Center".
Como una parte de este desarrollo, el "Powell Center" sigue siendo dueño de la firma « Pittsburgh, Pennsylvania-based Environmental Planning and Design » que son los principales asesores en los EE. UU. para los jardines botánicos. La firma reconoció que el sitio sería ideal para su desarrollo como jardín botánico. En 1988, se dieron por finalizados los lazos de cooperación con la universidad de Misuri y fue creada "Powell Gardens Inc.", como una organización sin ánimo de lucro. Una junta directiva de 19 miembros, en quienes varios miembros de familia de Powell desempeñan puestos del equipo, gobiernan los jardines de Powell. Los "Friends of Powell Gardens", una organización separada, se compone de más de 5000 miembros. La plantilla de personal en los jardines fluctúa entre 35 empleados durante temporada baja y cerca de 70 en temporada alta. Los jardines de Powell se financian con donaciones y las entradas de las visitas, la tienda de regalos y los réditos del alquiler.

## Colecciones

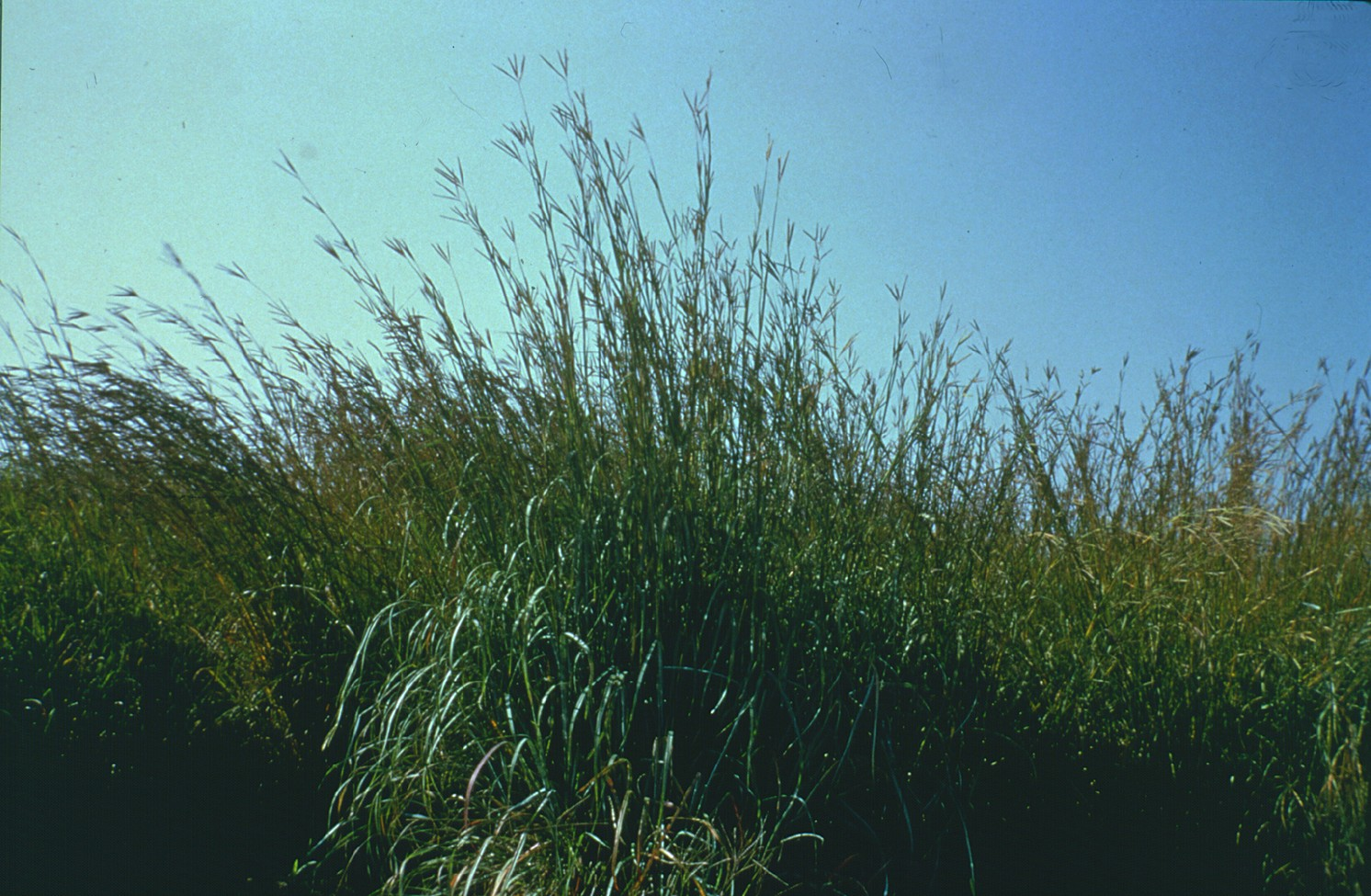
Andropogon gerardii hierba nativa de Misuri.

- Entrance Drive (Camino de Entrada)- con plantas anuales de temporada, los siempre verdes pinos blancos, bosquetes de robles nativos, prados naturales y zona arbolada con las hierbas silvestres de las primitivas praderas.
- Garden Gatehouse (Jardín de la puerta de casa)- plantas ornamentales tolerantes de la sequía (principalmente nativas). Cornejos, Cercis, y el sumaque rojo,  hierbas ornamentales, y anuales.
- Parking Lot - arboreto con los arbustos y árboles  nativos de Kansas y Misuri.
- Conservatory (Invernadero)- con una estructura de cristal de 50 por 50 pies (15 por 15 m) que alberga orquídeas de temporada, plantas tropicales, crisantemos, y  flores de pascua.
- Terrace Beds and Wall (Lechos Florales de la Terraza y el Muro)- con lechos de plantas anuales y tropicales.
- Dogwood Walk (Paseo de los Cornejos) - casi cualquier variedad de Cornejos,  incluyendo cornus de flor, cornus híbridos, y cornus Kousa, junto con rosas y magnolias.
- Island Garden - más de 200 variedades de plantas acuáticas.
- Meadow (Pradera) - pradera de hierbas nativas y flores, que se queman cada primavera cuando se secan.
- Chapel Walk and Landscape (Paseo de la Capilla y Paisaje)- bosque nativo mixto de roble-pacana con la flora de sotobosque nativa, incluyendo una colección de numerosas variedades de cercis.
- Rock & Waterfall Garden (Rocalla y Cascada)- azaleas y rhododendron, helechos, Dicentras, hostas, astilbes, Petasites gigantes y bulbos de primavera.
- Perennial Garden (Jardín de Plantas Perennes)- con más de 1,200 variedades, incluyendo lirios de un día, narcisos, hibiscus, y asteres y crisantemos, junto con hierbas ornamentales, resaltando con un fondo siempre verde.
- Byron Shutz Nature Trail (Senda de la Naturaleza Byron Shutz)  - 3 millas (4,8 km) de sendero con árboles nativos y naturalizados, arbustos, hierbas y flores silvestres, incluyendo Lomatium, Draba,  y ciruelos de las praderas.
- Heartland Harvest Garden (Jardín de las Cosechas del Terruño)- 12 acres ( 49.000 m²) de jardín en el que se cultivan populares frutas y verduras de la zona, mostrando "el viaje de la comida desde la semilla al plato."  Este jardín exhibe un jardín de hierbas de uso culinario al estilo del paisanaje francés, invernaderos, viña con cepas nativas de Europa, jardines con las producciones de las granjas locales, y un jardín para la educación de los más jóvenes denominado "Fun Foods Farm".